# Union der Völker Kameruns
Die Union der Völker Kameruns (französisch Union des populations du Cameroun, englisch Union of the Peoples of Cameroon, Kürzel UPC) ist eine politische Partei in Kamerun, gegründet am 10. April 1948 in einem Café in Douala-Bassa genannt „Zu Sierra“. 
Sie war eine Sektion der westafrikanischen Kolonialpartei Rassemblement Démocratique Africain. Die Partei veröffentlichte die La Voix du Cameroun, Lumière, Étoile und die Vérité.

## Geschichte
Die Parteigründer sind: Jacques Ngom, Assale Charles William Hondt, Joseph Raymond Etoundi, Leopold Mouma Etia Georges Yemi, Theodore William Ngosso Bagala, Leonard Bouli, Emmanuel Yap, Jacques-René Bidoum und HR Manga Mado. Ruben Um Nyobè hat nicht teilgenommen.
Die Partei setzte sich für die Unabhängigkeit der afrikanischen Völker in der britisch-französischen Kolonie Kamerun ein und wehrte sich mit einer Petition an die UNO gegen die Unterdrückung durch die Kolonialmächte.
Heute ist sie nahezu bedeutungslos, bei der – allerdings umstrittenen – Präsidentschaftswahl in Kamerun 2011 erhielt ihr Kandidat nur 0,17 % der Stimmen.